# Rafi (partia)
Rafi (hebr.: רפ"י, akronim od Reszimat Po’alej Jisra’el – רשימת פועלי ישראל, dosł. Lista Izraelskich Robotników) – izraelska lewicowa partia polityczna, założona przez byłego premiera, Dawida Ben Guriona. Ugrupowanie okazało się jednym z prekursorów dzisiejszej Partii Pracy.

## Historia
Rafi została założona w 1965, tuż przed wyborami w tym samym roku, kiedy to Ben Gurion stanął na czele ośmiu rozłamowców z Mapai, partii rządzącej (w grupie tej znaleźli się m.in. Mosze Dajan i Szimon Peres). Rozłam został spowodowany przez dwie sprawy. Pierwszą z nich była wewnątrzpartyjna niezgoda co do opinii na temat tzw. Afery Lawona. Ben Gurion nie chciał uznać Pinchasa Lawona za niewinnego bez uprzedniego dochodzenia sądowego w tej sprawie. Drugą kwestią było utworzenie Koalicji Pracy poprzez porozumienie Mapai i Achdut ha-Awoda. Pojawienie się tego tworu oznaczało opóźnienie w planowanej reformie systemu wyborczego, którą popierał Ben Gurion.
Główny postulat Rafi podczas kampanii przed wyborami stanowiła właśnie reforma systemu wyborczego. Ben Gurion miał nadzieję na zdetronizowanie dominującej Mapai, ale nowej partii udało się uzyskać tylko 10 miejsc w Knesecie. Rafi nie znalazła się w rządzie Lewiego Eszkola do czasu utworzenia rządu jedności narodowej podczas wojny sześciodniowej.
Po wejściu do rządu, związki Koalicji Pracy i Rafi stopniowo się zacieśniały. W 1968 roku partia Ben Guriona, razem z Mapam, formalnie weszła w skład Koalicji. Wewnątrz niej doszło do połączenia Rafi, Mapai i Achdut ha-Awoda, dzięki czemu powstała Partia Pracy (pomimo tego Mapam zachowała pewną niezależność). Jednakże Ben Gurion patrzył na to niechętnie i wkrótce potem wystąpił z partii, będąc deputowanym niezależnym przez resztę kadencji parlamentu. Przed wyborami w 1969 roku, założył inne ugrupowanie – Listę Państwową. Jednakże już w 1970] roku Ben Gurion wycofał się z polityki, a jego partia połączyła się z Wolnym Centrum i Gahal, dając początek Likudowi.
Nazwa Rafi została użyta podczas kadencji dziewiątego i dziesiątego Knesetu, kiedy to rozłamowcy z Likudu nazwali się Rafi – Lista Państwowa. Ich ugrupowanie wkrótce potem zmieniło nazwę na Omec.